# Yuki Uchiyama
Yuki Uchiyama (内山 裕貴 Uchiyama Yuki?, nacido el 7 de mayo de 1995 en Hokkaido) es un futbolista japonés que se desempeña como defensa.

## Trayectoria

### Clubes
| Club                       | País     | Año         |
| -------------------------- | -------- | ----------- |
| Hokkaido Consadole Sapporo | Japón    | 2014 - 2016 |
| J. League sub-22           | Japón    | 2014        |
| Hougang United FC          | Singapur | 2015        |
| Gainare Tottori            | Japón    | 2017 -      |

## Estadística de carrera

### J. League
| Club                       | Año   | J. League | J. League | Copa J. League | Copa J. League | Total | Total |
| Club                       | Año   | Part.     | Goles     | Part.          | Goles          | Part. | Goles |
| -------------------------- | ----- | --------- | --------- | -------------- | -------------- | ----- | ----- |
| Consadole Sapporo          | 2014  | 0         | 0         | -              | -              | 0     | 0     |
| J. League sub-22           | 2014  | 11        | 0         | -              | -              | 11    | 0     |
| Hokkaido Consadole Sapporo | 2016  | 0         | 0         | -              | -              | 0     | 0     |
| Gainare Tottori            | 2017  | 9         | 0         | -              | -              | 9     | 0     |
| Total                      | Total | 20        | 0         | 0              | 0              | 20    | 0     |